# Šumperk

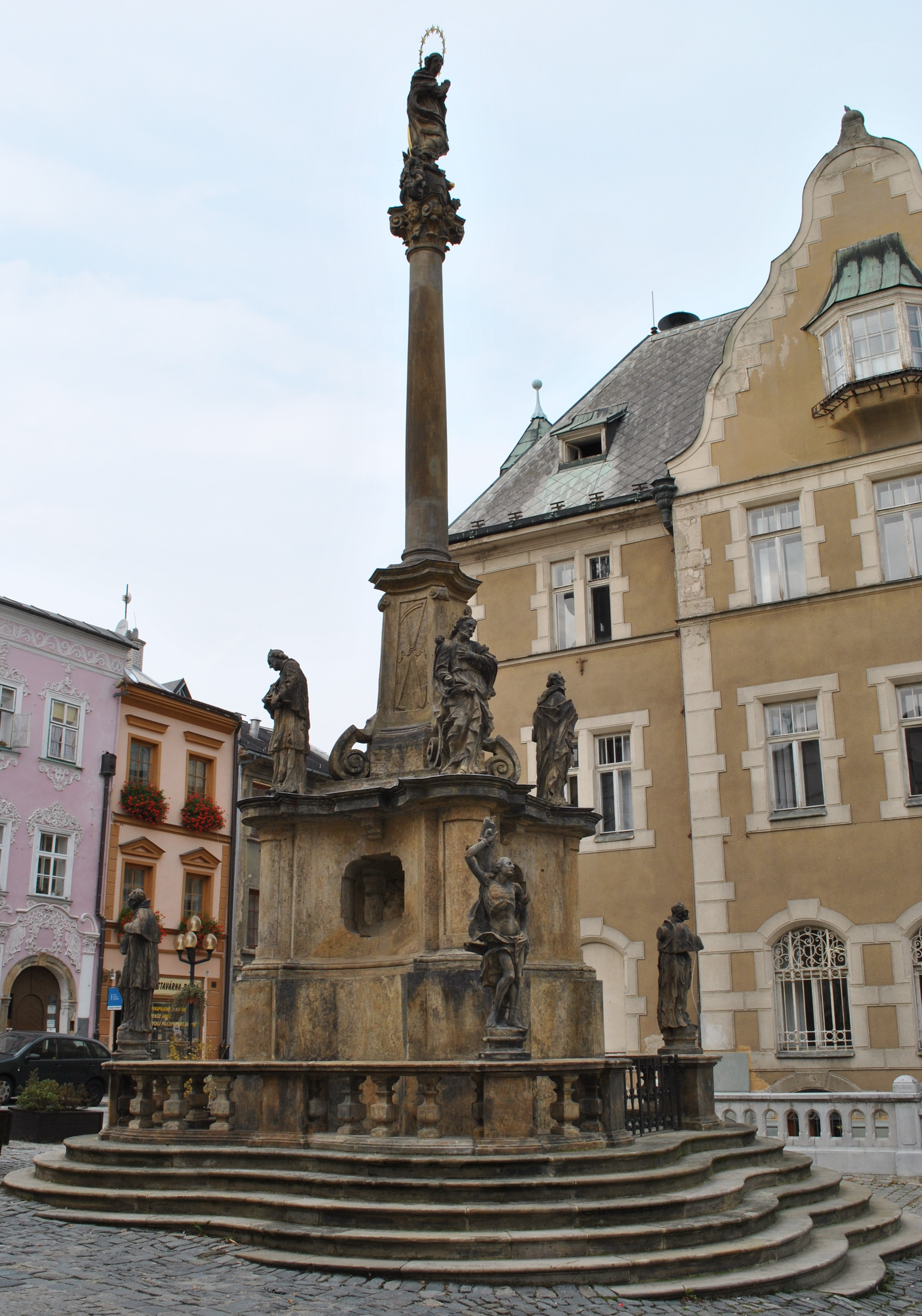

Šumperk (germană Mährisch Schönberg) este un oraș din regiunea Olomouc, Cehia.

## Istorie
Šumperk a fost fondat de coloniști germani în 1269. Numele german al orașului (Schönberg) înseamnă „deal frumos”.
În timpul Primăverii de la Praga zona a fost ocupată de armata poloneză la 21 august 1968, care a fost înlocuită de Armata Roșie la 3 octombrie 1968.